# Uuno Laakso
 Uuno Alarik Laakso, ursprungligen Adamsson, född 1 oktober 1896 i Hollola, död 6 december 1956 i Helsingfors, var en finländsk skådespelare. Han var bror till skådespelaren Artturi Laakso och  1927–1953 gift med skådespelaren Rakel Laakso.
Laakso var åren 1930–1956 anställd vid Finlands nationalteater och arbetade tillsammans med bland andra Aku Korhonen. Totalt medverkade Laakso i över 50 filmer och tilldelades 1951 Pro Finlandia-medaljen. Han tilldelades även Jussistatyetten för bästa manliga biroll 1947 och 1950.
Laakso avled 1956 av en överdos av sömntabletter. Han är begravd på Sandudds begravningsplats i Helsingfors.